# جوليان بنيتو
جوليان بنيتو (بالفرنسية: Julien Benneteau) مواليد 20 ديسمبر 1981 في بورغ-أون-بريس، أين، فرنسا، هو لاعب كرة مضرب فرنسي يلعب باليد اليمنى بدأ مسيرته كمحترف عام 2000 وأعلى تصنيف له بالفردي 26 في أبريل 2012، ويحتل حالياً المرتبة رقم. 28 (29 أغسطس 2014) في تصنيف رابطة محترفي كرة المضرب. ويعتبر بنيتو أفضل في مسابقات الزوجي حيث وصل للتصنيف 10 في الزوجي في 18 أغسطس 2014، حيث أحرز برونزية الزوجي في الألعاب الأولمبية الصيفية 2012مع مواطنه ريشارد جاسكيه سنة 2012، وحقق دورة رولان غاروس الدولية مع مواطنه إدوارد روجيه فازلين ليكون أول فريق زوجي فرنسي يحقق لقب زوجي منذ 30 سنة (بعد يانيك نواه وهنري لوكونت سنة 1984).

## روابط إضافية
- جوليان بنيتو على موقع رابطة محترفي التنس (الإنجليزية)
- جوليان بنيتو على موقع الاتحاد الدولي لكرة المضرب (الإنجليزية)
- جوليان بنيتو على موقع كأس ديفيز (الإنجليزية)
- جوليان بنيتو على موقع خلاصة التنس.كوم (الإنجليزية)
- جوليان بنيتو على موقع إي إس بي إن.كوم (الإنجليزية)
- جوليان بنيتو على موقع أوليمبيديا (الإنجليزية)
- جوليان بنيتو على موقع اللجنة الأولمبية الفرنسية (مؤرشف) (الفرنسية)
- Benneteau Recent Match Results
- Benneteau World Ranking History

## روابط خارجية
- جوليان بنيتو على موقع IMDb (الإنجليزية)